# Josef Červinka (politik)
Josef Červinka (* 21. října 1951) je bývalý český politik, v 90. letech 20. století poslanec České národní rady a Poslanecké sněmovny za ODS.

## Biografie
Profesně působil jako soukromý zemědělec v Osoblaze. V roce 1991 se ucházel jako kandidát nově vzniklé ODS na post ministra zemědělství v české vládě. V té době působil jako pracovník ministerstva zemědělství na okresním úřadě v Bruntálu. Vládní post nakonec nezískal. Na jaře 1992 se vyslovil pro dočasnou celní ochranu českého zemědělství.
Ve volbách v roce 1992 byl zvolen za ODS do České národní rady (volební obvod Severomoravský kraj). Zasedal v zemědělském výboru. Od vzniku samostatné České republiky v lednu 1993 byla ČNR transformována na Poslaneckou sněmovnu Parlamentu České republiky. Zde setrval do konce funkčního období, tedy do voleb v roce 1996. V nich již do sněmovny nekandidoval.
V komunálních volbách roku 1998 neúspěšně kandidoval do zastupitelstva obce Osoblaha za ODS. Profesně se uvádí jako podnikatel.